# Jean-Luc Vez
Jean-Luc Vez (* 12. Oktober 1957 in Fribourg; † 28. Dezember 2017 ebenda; heimatberechtigt in Cheseaux-sur-Lausanne) war ein Schweizer Verwaltungsjurist. Er war von 2001 bis 2014 Leiter des Bundesamtes für Polizei.

## Leben
Vez studierte an der Universität Fribourg Rechtswissenschaften und schloss das Studium 1985 mit einem Legum-Doctor ab. Am Genfer Hochschulinstitut für internationale Studien erwarb er anschliessend ein Diplom in Internationaler Sicherheitspolitik. Von 1981 bis 1985 arbeitete er als wissenschaftlicher Assistent an der Universität Fribourg.
Von 1986 bis 1990 arbeitete Vez dann im Militärdepartement und war anschliessend bis 1992 stellvertretender Sonderbeauftragter des Bundesrates für die Staatsschutzakten. Von 1992 bis 1996 war er Leiter der Öffentlichkeitsarbeit der Regierung. Ab 1996 war er stellvertretender Direktor des Fedpol und Chef der Hauptabteilung Recht und Datenschutz. Im Oktober 2000 wurde er vom Bundesrat per 1. Januar 2001 zum Leiter des Bundesamtes für Polizei gewählt und blieb bis Februar 2014 in dieser Funktion.
Am 1. April 2014 wechselte Vez als Managing Director for Security Policy and Security Affairs zum Weltwirtschaftsforum, wo er mit strategischen und sicherheitspolitischen Themen beschäftigt war.